# Ioan Gr. Periețeanu
 (novembre 2017).
Si vous disposez d'ouvrages ou d'articles de référence ou si vous connaissez des sites web de qualité traitant du thème abordé ici, merci de compléter l'article en donnant les références utiles à sa vérifiabilité et en les liant à la section « Notes et références ».
Ioan Grigore Periețeanu (né à Bucarest le 4 mars 1879 et décédé en 1959) a été un avocat et un homme politique roumain qui s’affirma dans la période de l’entre-deux-guerres.

## Études
Né à Bucarest, Ion Gr. Periețeanu a suivi le lycée Matei Basarab, qu’il a terminé en 1897.
En tant qu’étudiant de la Faculté de Droit, il fonde la Société des Étudiants en Droit, dont il a été vice-président. Pendant cette période, il fait partie du comité de rédaction de la Gazette Juridique (Gazeta Juridică), publication qui a sorti, cependant, un dernier numéro le 1er janvier 1901.
Pendant cette période ont été organisées les célèbres débats contradictoires sur des questions juridiques importantes, sous la forme des tribunaux étudiants.
Il termine la Faculté juridique de Bucarest en 1902, avec sa thèse : Les excès, les cruautés et les injures graves en matière de divorce. Après une courte période pendant laquelle il a occupé le poste de commissaire en chef à Police de la Capitale, Periețeanu s’est voué à la carrière d’avocat, devenant célèbre pour ses plaidoiries d’exception.

## Carrière
Sa contribution dans le règlement du conflit entre les propriétaires et les locataires, lequel se trouvait à l’époque sous le régime des lois exceptionnelles, fut décisive.
En 1928 il devient député d’Ilfov, en 1932 il devient vice-président de l’Assemblée des Députés.
Il a mené une activité parlementaire constructive, contribuant de manière décisive à l’élaboration de nouvelles lois, notamment sur l’organisation de la police générale de l’État, la loi de la coopération, la loi des loyers, la loi des pénitenciers, la loi pour l’organisation sur des bases autonomes des Théâtres Nationaux.
Il a été titulaire d’une suite impressionnante de fonctions importantes, à savoir : directeur de la revue Le Courrier Judiciaire, directeur de la revue La Bibliothèque des Grands Procès, membre du Conseil Supérieur des Pénitenciers, président de la presse judiciaire de la Roumanie, directeur du Théâtre national de Bucarest.
Il devient Ministre des Travaux Publics et des Communications dans le Cabinet Vaida-Voievod, en 1932.
Pendant les manifestations de force des dirigeants communistes des années 1950, Periețeanu est arrêté le 5-6 mai 1950, ainsi qu’un nombre impressionnant d’intellectuels roumains.
On soupçonne que Periețeanu est mort en prison, comme beaucoup d’autres intellectuels roumains.

## Autres informations
Periețeanu a également publié de nombreux ouvrages, tant de spécialité, que des œuvres littéraires. Il a également réalisé des traductions. Après l’une de ses plaidoiries, le magistrat D. Ciocardia, qui était à l’époque Président de la Cour d’Appel de Bucarest, IVe section, l’a invité dans la Chambre de Conseil et lui a dit : « Je vous  félicite pour votre plaidoirie. Depuis que je suis magistrat j’ai écouté beaucoup de plaidoiries, mais la vôtre se place parmi les meilleures ».